# Ludvig af Württemberg
Ludvig af Württemberg, også kaldet Ludwig den fromme, (født 1. januar 1554 i Stuttgart, Tyskland – død. 18. august 1593) var hertug af Württemberg fra 1568 til sin død i 1593.